# Méreggyilok
A méreggyilok (Vincetoxicum vagy Cynanchum) az APG II osztályozás szerint a meténgfélék (Apocynaceae) családjába tartozó növénynemzetség. Nevét a neki tulajdonított méregellenes hatásról kapta. Magyarországon két faja él.

## Fajai

### Közönséges méreggyilok
Közönséges méreggyilok (Vincetoxicum officinale vagy Vincetoxicum hirundinaria, Medik. 1790, vagy Cynanchum vincetoxicum)
Kb. 1 m magas évelő növény. Mérgező.

#### Élőhely
Száraz gyepek. E növényfaj előfordul a Bükk-vidéken.

#### Jellemzők
- Virága illatos, fehér.
- termése ikertüsző, 5–8 cm hosszú, hegyes végű, belül gyapjas repítőszőröket viselő magvakat tartalmaz.

|  |  |

### Magyar méreggyilok
Magyar méreggyilok (Vincetoxicum pannonicum) (Borhidi) Holub 1967)
- Levelei szélesebbek, sötétebbek, termése rövidebb.
- Csak a Budai-hegységben és a Villányi-hegységben fordul elő.

Fokozottan védett!